# Teatro La Plaza
El Teatro La Plaza es una sala de teatro ubicada en la ciudad de Lima, en el Centro Comercial Larcomar. 

## Historia
Abre sus puertas el 23 de octubre del 2003, por iniciativa de un grupo de artistas respaldados por el instituto San Ignacio de Loyola. Su visión artística es la presentación de obras del repertorio mundial y de dramaturgia peruana nueva, producidas con los más altos estándares de calidad artística.
Desde su creación hace más de veinte años, y bajo la dirección artística de Chela de Ferrari, el Teatro la Plaza ha convocado a los reconocidos directores, actores, artistas plásticos, dramaturgos y diseñadores peruanos.

## Directores que han participado en el Teatro La Plaza
Juan Carlos Fisher, María Gubbins, Roberto Ángeles, Marisol Palacios, Rocío Tovar, Alberto Isola, Jorge Castro, Alfonso Santistevan, Norma Martínez, Nishme Súmar, Jano Clavier y Claudia Tangoa, entre otros.

## Artistas y obras
Son muchos los actores y actrices que han actuado en este teatro, entre ellos están los siguientes: Alberto Ísola (actuando y dirigiendo), Norma Martínez, Miguel Iza, Paul Vega, Claudia Dammert, Rómulo Assereto, Gonzalo Torres, Melania Urbina, Pietro Sibille, Wendy Vásquez, Leonardo Torres Vilar, Gisela Ponce de León, Bruno Odar, Gianella Neyra, Christian Ysla, Rodrigo Sánchez Patiño, Sofía Rocha, César Ritter, Alejandra Guerra, Gina Yangali, María Claudia Yamada, Stephany Orúe, Katia Condos, Érika Villalobos, Renzo Schuller, Emilram Cossío, Raúl Zuazo, Andrés Salas, Adriana Campos-Salazar, Brando Gallesi, Thiago Vernal, Merly Morello, Zoe Arévalo, Francisca Aronsson, Samuel Sunderland, Yiddá Eslava, Julián Zucchi, Ray del Castillo, Mariagracia Mora, Tatiana Astengo y Muki Sabogal.
Han puesto en escenas obras como Las brujas de Salem, Cyrano de Bergerac, Los últimos días de Judas Iscariote, La Fiesta de Cumpleaños de Harold Pinter, La señorita Julia, El método Grönholm, Agosto (Condado de Osage), entre otras. También se han presentado obras para niños como Escuela de Payasos, El Juego de la Oca y Momo.
Durante el año 2012, La Plaza ha presentado con éxito obras como Rojo retratando la vida del pintor Mark Rothko, Drácula de Bram Stoker, La Falsa Criada de Mariveaux, La vida es sueño de Calderón de la Barca y Nuestro Pueblo de Thornton Wilder.
A inicios de 2013 han presentado la reposición de la obra Nuestro Pueblo y Corazón normal. Le siguieron las obra Casa de muñecas, 12 hombres en pugna y Círculo de arena.
En agosto de 2013 presentó el Primer Festival de Dramaturgia Peruana Contemporánea “Sala de parto” programa creado por el Teatro La Plaza para estimular el nacimiento, edición y puesta en escena de nuevas obras teatrales peruanas, con las lecturas dramatizadas: Como crecen los árboles, Sobre lobos, El análisis, La cautiva y Katrina Kunetsova y el clítoris gigante.

## Representaciones

### 2025
- Actos consentidos. Obra de Nina Raine, bajo la dirección de Adrián Galarcep.
- Ciclo de otoño.
  - La persona deprimida. Obra de Daniel Veronese, bajo la dirección de Carla Valdivia.
  - Mi madre se comió mi corazón. Obra escrita y dirigida por K'intu Galiano.
  - Proyecto Ugaz. Obra escrita por Rocío Limo y Vera Castaño, con la dirección de Diego Gargurevich.
- Temis. Escrita por Pablo Manzi y dirigida por Nishme Súmar.
- Teatro para niños:
  - Colores primarios. Obra creada y dirigida por Luigi Valdizán.
  - Moby Dick. Versión libre del libro de Herman Melville. Escrita y dirigida por Els Vandell.
  - Cyrano de Bergerac. Basada en la obra de Edmond Rostand, adaptada y dirigida por Fito Valles.

### 2024
- La Doctora. Obra de Robert Icke, bajo la dirección de Urpi Gibbons.
- F*ck cancer con la dramaturgia Anahi de Cárdenas y Josué Méndez, dirigida por este último.
- Moby Dick. Versión libre del libro de Herman Melville. Escrita y dirigida por Els Vandell.
- Personas, lugares y cosas. Obra de Duncan Macmillan dirigida por Juan Carlos Fisher, con la dirección adjunta de Diego Gargurevich.
- Detrás ruge el lago. Versión libre del libro La Gaviota de Anton Chéjov. Escrita y dirigida por Mariana de Althaus (próximamente).

### 2023
- La Barragana de Luis Alberto León, bajo la dirección de Chela De Ferrari.
- Despertar de primavera de Frank Wedekind, bajo la dirección de Jorge Castro.
- La vida es un sueño de Calderón de la Barca, bajo la dirección de Fito Valles.

### 2022
- San Bartolo de Alejandro Clavier y Claudia Tangoa.
- Tarascones de Gonzalo Demaría, bajo la dirección de Paloma Reyes de Sá y la asistencia de Carol Hernández.
- Sobre Lobos de Mariana Silva, bajo la dirección de ella y Diego Gargurevich.

### 2020
- Mi nombre es Rachel Corrie. Basado en las cartas de Rachel Corrie. Editadas por Alan Rickman y Katharina Viner, bajo la dirección de Nishme Súmar.

### 2019
- Yerma de Federico García Lorca, bajo la dirección de Nishme Súmar

- Electra de Alejandro Clavier, bajo la dirección de él mismo.

- Hamlet de William Shakespeare. Versión y dirección: Chela De Ferrari

- Teatro para niños:
  - Flotante. De: Azul Borenstein. Esta obra se presentó en el Gran Teatro Nacional.
  - Cuentos fantásticos de Gustavo Adolfo Bécquer, bajo la dirección de Edgard Saba.

### 2018
- Santiago, el pajarero de Julio Ramón Ribeyro, bajo la dirección de Nishme Súmar

- Lucha Reyes de Eduardo Adrianzén, bajo la dirección de Rómulo Assereto

- San Bartolo de Alejandro Clavier y Claudia Tangoa.

- Misterio de Aldo Miyashiro. Dirección: Juan Carlos Fisher

- Mucho ruido por nada de William Shakespeare, bajo la dirección de Chela De Ferrari. (Presentada en el Teatro Peruano Japonés).
- Romeo y Julieta de William Shakespeare, bajo la dirección de Els Vandell.

- Teatro para niños:
  - Plop y WiWi, bajo la dirección de Els Vandell.
  - Música para bebés, bajo la dirección de Nishme Súmar.
  - Mi casa fantasma de César Ritter y Emilram Cossío.

### 2017
- El Amo Harold y los muchachos, bajo la dirección de Adrián Saba.
- El curioso incidente del perro a medianoche de Simon Stephens, bajo la dirección de Nishme Súmar.
- El Padre, bajo la dirección de Juan Carlos Fisher.
- Savia, bajo la dirección de Chela De Ferrari.

- Teatro para niños:
  - Plop y WiWi, bajo la dirección de Els Vandell.
  - Los Q'upas, bajo la dirección de: Pablo Saldarriaga.
  - Como el agua, bajo la dirección de Ana Chung.

### 2016
- Reglas para vivir, bajo la dirección de Josué Méndez.
- Cualquiera, bajo la dirección de Juan Carlos Fisher.
- Collacocha, bajo la dirección de Rómulo Assereto.
- Mucho ruido por nada, bajo la dirección de Chela De Ferrari.

- Teatro para niños:
  - Plop y WiWi, bajo la dirección de Els Vandell.
  - Simón el topo, bajo la dirección de Alejandro Clavier.
  - La Odisea. Versión y dirección: Els Vandell.

### 2015
- Otras ciudades del desierto de Jon Robin Baitz, bajo la dirección de Juan Carlos Fisher.

- Fausto, bajo la dirección de Marian Gubbins.

- Las Tres Viudas, bajo la dirección de Carlos Galeano.

- Edipo Rey, bajo la dirección de Jorge Castro.

- Teatro para niños:
  - Plop y Flyn, bajo la dirección de Els Vandell.
  - Sueño de una noche de verano, bajo la dirección de Lourdes Velaochaga.

### 2014
- Incendios, bajo la dirección de Juan Carlos Fisher.
- Vergüenza de Ayad Akhtar, bajo la dirección de Norma Martínez.
- Horas Extras, bajo la dirección de Marisol Palacios.
- La Cautiva, bajo la dirección de Chela de Ferrari.

- Teatro para niños:
  - Canciones para mirar, bajo la dirección de Alberto Ísola.
  - Frankenstein, bajo la dirección de Bruno Odar.

### 2013
- Corazón normal, bajo la dirección de Juan Carlos Fisher.

- Casa de muñecas de Henrik Ibsen, bajo la dirección de Jorge Villanueva.

- 12 hombres en pugna de Reginald Rose, bajo la dirección de Ricardo Morán.

- Ricardo III de William Shakespeare, bajo la dirección de Chela de Ferrari.

- Teatro para niños:
  - Soñadores, bajo la dirección de Nishme Súmar.
  - El círculo de arena, bajo la dirección de Els Vandell.

### 2012
- Rojo, bajo la dirección de Juan Carlos Fisher.
- La falsa criada de Pierre de Marivaux, bajo la dirección de Alberto Ísola.
- Drácula. Dirección: Jorge Castro.
- Nuestro Pueblo de Thornton Wilder, bajo la dirección de Chela de Ferrari.

- Teatro para niños:
  - La vida es sueño de Pedro Calderón de la Barca, bajo la dirección de Els Vandell
  - Doña Desastre, bajo la dirección de Nishme Súmar.

### 2011
- Los últimos días de Judas Iscariote de Stephen Adly Guirguis, bajo la dirección de Juan Carlos Fisher.
- La señorita Julia de August Strindberg, bajo la dirección de Marian Gubbins.[4]
- Por accidente, bajo la dirección de Marisol Palacios.
- Fiesta de cumpleaños de Harold Pinter, bajo la dirección de Chela De Ferrari.[5]
- Teatro para niños:
  - El juego de la oca, bajo la dirección de Patricia Romero.
  - Momo de Michael Ende, bajo la dirección de Jorge Villanueva.[6]

### 2010
- Cocina y zona de servicio, bajo la dirección de Marisol Palacios.
- Agosto (Condado de Osage) de Tracy Letts, bajo la dirección de Juan Carlos Fisher.
- La Puerta al Cielo, bajo la dirección de Alfonso Santistevan
- La Jaula de las locas, bajo la dirección de Juan Carlos Fisher.
- Cyrano de Bergerac de Edmond Rostand, bajo la dirección de Chela de Ferrari.

- Teatro para niños:
  - El enfermo imaginario, bajo la dirección de Nishme Súmar.
  - Escuela de payasos, bajo la dirección de Marlene Banich.

### 2009
- El método Grönholm de Jordi Galceran, bajo la dirección de Sergio Llusera.
- Copenhague, bajo la dirección de Marian Gubbins.
- Esperando la Carroza, bajo la dirección de Alberto Ísola.
- Las Brujas de Salem, bajo la dirección de Juan Carlos Fisher.
- Una pulga en la oreja, bajo la dirección de Juan Carlos Fisher.

- Teatro para niños:
  - Incierto concierto, bajo la dirección de Marco Muhletaler.

### 2008
- El retrato de Dorian Gray, bajo la dirección de Roberto Ángeles.
- El teniente de Inishmore, bajo la dirección de Juan Carlos Fisher.
- Noche de tontos, bajo la dirección de Rocío Tovar.
- El beso de la mujer araña. Dirección: Chela de Ferrari.
- La China Tudela. Dirección: Alfonso Santistevan.

- Teatro para niños:
  - La familia Fernández. Dirección: Marlene Banich.
  - Cuatro amigos en busca de la chompa perdida. Dirección: Els Vandell.

### 2007
- ART, bajo la dirección de Roberto Ángeles.

- El tío Vania de Antón Chéjov, bajo la dirección de Marian Gubbins.

- La rebelión de los chanchos,bajo la dirección de July Natters.

- Mi nombre es Rachel Corrie, bajo la dirección de Nishme Súmar.

- La Celebración, bajo la dirección de Chela de Ferrari.

- Teatro para niños:
  - El Viaje de Mallki, bajo la dirección de Els Vandell.
  - 4x4 Cuentos a todo terreno, bajo la dirección de Marco Mühletaler.

### 2006
- El hombre almohada, bajo la dirección de Juan Carlos Fisher.

- Perú Ja Ja 2, bajo la dirección de Rocío Tovar.

- Traición, bajo la dirección de Jorge Castro.

- Morir de Amor, bajo la dirección de Marisol Palacios.

- Teatro para niños:
  - Círculo de arena, bajo la dirección de Els Vandell.
  - Escuela de Payasos, bajo la dirección de Marlene Banich.

### 2005
- El visitante bajo la dirección de Marian Gubbins.

- Actos indecentes, bajo la dirección de Roberto Ángeles.

- El Código Carlincci, bajo la dirección de Rocío Tovar.

- El perro del hortelano, bajo la dirección de Chela De Ferrari.

- Teatro para niños:
  - Cuatro amigos y un cuento, bajo la dirección de Els Vandell.
  - Manzanas para recordar, bajo la dirección de Nishme Súmar.

### 2004
- Metamorphosis, bajo la dirección de Chela de Ferrari

- La importancia de llamarse Ernesto, bajo la dirección de Roberto Ángeles.

- El Perú Ja Ja!!!, bajo la dirección de Rocío Tovar.

- Canciones, bajo la dirección de Juan Carlos Fisher.

- Teatro para niños:
  - Laberinto. Dirección: Alberto Ísola.

### 2003
- Metamorphosis, bajo la dirección de Chela de Ferrari.